# IAR Systems
IAR Systems — провідний світовий виробник апаратних та програмних засобів розробки вбудованих систем, що дозволяють великим та малим фірмам створювати високоякісні продукти на базі 8-, 16-, 32- бітових мікроконтролерів в області промислової автоматики, медичного обладнання, автомобільної електроніки. Фірма володіє налагодженими партнерськими стосунками з найбільшими виробниками напівпровідників. Заснована у 1983 році, фірма IAR Systems входить у групу компаній Inoi (в минулому Nocom) з 2005 року.

## Продукція

### IAR Embedded Workbench
IAR Embedded Workbench — оптимізований C/C++ компілятор та інтегроване середовище розробки (IDE), що призначене для створення і налагодження програм для вбудованих застосувань на базі мікроконтролерів. Підтримує понад 30 родин різноманітних мікроконтролерів (8051, AVR, PIC, ARM, STM8 та ін.). . Містить у собі зручний інтерфейс, оптимізовану CLIB/DLIB бібліотеку, підтримує різноманітні RTOS (Micrium uC/OS-II, OSEC ORTI), а також JTAG- адаптери різних фірм (OLIMEX, Phyton, ASHLING). IAR Embedded Workbench підтримує широкий спектр 8-, 16-, 32- розрядних мікроконтролерів — ARM, Actel, Infineon, NEC, Cypress, Atmel, Micronas, Analog Devices, ZiLOG, Microchip, Luminary Micro, Maxim, OKI, NXP, Samsung, STMicroelectronics, Texas Instruments, Renesas, Freescale Semiconductor, SiLabs і т.д. Кожній платформі відповідає своє середовище, наприклад платформі ARM відповідає IAR Embedded Workbench for ARM, платформі 8051 — IAR Embedded Workbench for 8051.
В комплект IAR Embedded Workbench входять: С/С++ компілятор, транслятор мови асемблера, компонувальник, підпрограми для роботи з бібліотеками, редактор, менеджер проєктів, C-SPY відладчик.

### IAR VisualSTATE
IAR VisualSTATE — це UML-сумісне графічне середовище розробки, що побудоване на базі принципів скінченних автоматів, та котре призначене для реалізації повного циклу проєктування та включає формалізацію проєкту, його всебічне тестування, генерування коду, програмування в цільовому пристрої.. Середовище IAR VisualSTATE призначене для реалізації повного циклу розробки, що включає формалізацію проєкту, його всебічне тестування, генерування коду та програмування у цільовому пристрої. На відміну від роботи з пакетом IAR Embedded Workbench, у середовищі IAR VisualSTATE програма вводиться у вигляді алгоритму з деревоподібними відгалуженнями. Сітка умовних та безумовних переходів зображується графічно у зручній векторній формі. У такому вигляді вся логічна структура програми стає наочною. Це зменшує кількість помилок та зменшує строки розробки. Велика перевага IAR VisualSTATE — автоматичне документування проєкту, котре у класичному варіанті проєкту забирає у розробника немало сил та часу.